# Đội tuyển bóng đá quốc gia Montenegro
Đội tuyển bóng đá quốc gia Montenegro (tiếng Montenegro và tiếng Serbia: Fudbalska reprezentacija Crne Gore / Фудбалска репрезентација Црне Горе) là đội tuyển cấp quốc gia của Montenegro do Hiệp hội bóng đá Montenegro quản lý.

## Thành tích tại giải vô địch thế giới
- 1930 đến 1938 - Là một phần của Vương quốc Nam Tư
- 1950 đến 1990 - Là một phần của CHXHCN Nam Tư
- 1994 đến 2002 - Là một phần của CHLB Nam Tư
- 2006 - Là một phần của Serbia và Montenegro
- 2010 đến 2022 - Không vượt qua vòng loại

## Thành tích tại giải vô địch châu Âu
- 1960 đến 1992 - Là một phần của CHXHCN Nam Tư
- 1996 đến 2000 - Là một phần của CHLB Nam Tư
- 2004 - Là một phần của Serbia và Montenegro
- 2008 - Không tham dự, vì chưa gia nhập UEFA cho tới tháng 1 năm 2007. Tư cách thành viên của Serbia và Montenegro chuyển cho  Serbia
- 2012 đến 2024 - Không vượt qua vòng loại

## Thành tích tại UEFA Nations League
| Mùa giải  | Hạng đấu  | Bảng      | Pld | W | D | L | GF | GA | RK   |
| --------- | --------- | --------- | --- | - | - | - | -- | -- | ---- |
| 2018–19   | C         | 4         | 6   | 2 | 1 | 3 | 7  | 6  | 35th |
| 2020–21   | C         | 1         | 6   | 4 | 1 | 1 | 10 | 2  | 34th |
| 2022–23   | B         | 3         | 6   | 2 | 1 | 3 | 6  | 6  | 28th |
| Tổng cộng | Tổng cộng | Tổng cộng | 18  | 8 | 3 | 7 | 23 | 14 | 28th |

## Đội hình
Đội hình dưới đây tham dự 2 trận giao hữu gặp Slovakia và Slovenia vào tháng 11 năm 2022.

Số liệu thống kê tính đến ngày 20 tháng 11 năm 2022 sau trận gặp Slovenia.
| Số | VT | Cầu thủ           | Ngày sinh (tuổi)  | Trận | Bàn | Câu lạc bộ              |
| -- | -- | ----------------- | ----------------- | ---- | --- | ----------------------- |
| 1  | TM | Milan Mijatović   | 26 tháng 7, 1987  | 28   | 0   | Al-Adalah               |
| 13 | TM | Matija Sarkic     | 23 tháng 7, 1997  | 5    | 0   | Wolverhampton Wanderers |
| 12 | TM | Lazar Carević     | 16 tháng 3, 1999  | 2    | 0   | Vojvodina               |
|    |    |                   |                   |      |     |                         |
| 15 | HV | Stefan Savić      | 8 tháng 1, 1991   | 63   | 7   | Atlético Madrid         |
| 6  | HV | Žarko Tomašević   | 22 tháng 2, 1990  | 58   | 5   | Tobol                   |
| 23 | HV | Adam Marušić      | 17 tháng 10, 1992 | 51   | 3   | Lazio                   |
| 7  | HV | Marko Vešović     | 28 tháng 8, 1991  | 45   | 2   | Qarabağ                 |
| 3  | HV | Risto Radunović   | 4 tháng 5, 1992   | 26   | 1   | FCSB                    |
| 2  | HV | Andrija Vukčević  | 11 tháng 10, 1996 | 2    | 0   | Rijeka                  |
| 21 | HV | Miloš Milović     | 22 tháng 12, 1995 | 1    | 0   | Voždovac                |
|    |    |                   |                   |      |     |                         |
| 4  | TV | Nikola Vukčević   | 13 tháng 12, 1991 | 50   | 1   | Al Ahli Doha            |
| 16 | TV | Vladimir Jovović  | 26 tháng 10, 1994 | 48   | 0   | Jablonec                |
| 10 | TV | Marko Janković    | 9 tháng 7, 1995   | 38   | 1   | Qarabağ                 |
| 19 | TV | Aleksandar Šćekić | 12 tháng 12, 1991 | 35   | 0   | Dibba Al Fujairah       |
| 14 | TV | Vukan Savićević   | 29 tháng 1, 1994  | 13   | 0   | Giresunspor             |
| 18 | TV | Driton Camaj      | 7 tháng 3, 1997   | 4    | 0   | Kisvárda                |
| 20 | TV | Stefan Lončar     | 19 tháng 2, 1996  | 3    | 0   | Novi Pazar              |
| 17 | TV | Novica Eraković   | 12 tháng 11, 1999 | 3    | 0   | Sutjeska Nikšić         |
| 5  | TV | Marko Tući        | 4 tháng 12, 1998  | 0    | 0   | Dečić                   |
|    |    |                   |                   |      |     |                         |
| 9  | TĐ | Stefan Mugoša     | 23 tháng 2, 1992  | 45   | 15  | Vissel Kobe             |
| 11 | TĐ | Nikola Krstović   | 5 tháng 4, 2000   | 4    | 0   | Dunajská Streda         |
| 8  | TĐ | Dušan Bakić       | 23 tháng 2, 1999  | 1    | 0   | Dinamo Minsk            |

### Triệu tập gần đây
| Vt | Cầu thủ                     | Ngày sinh (tuổi) | Số trận | Bt | Câu lạc bộ          | Lần cuối triệu tập             |
| -- | --------------------------- | ---------------- | ------- | -- | ------------------- | ------------------------------ |
| TM | Danijel Petković            | 25 tháng 5, 1993 | 24      | 0  | Free Agent          | v. România, 14 June 2022       |
| TM | Miloš Dragojević            | 3 tháng 2, 1989  | 2       | 0  | Budućnost Podgorica | v. România, 14 June 2022       |
| TM | Andrija Dragojević          | 3 tháng 2, 1991  | 0       | 0  | Onisilos Sotira     | v. România, 14 June 2022       |
|    |                             |                  |         |    |                     |                                |
| HV | Nikola Šipčić               | 17 tháng 5, 1995 | 5       | 0  | Tenerife            | v. Slovakia, 17 November 2022  |
| HV | Igor Vujačić                | 8 tháng 8, 1994  | 25      | 0  | Partizan            | v. Slovakia, 17 November 2022  |
| HV | Marko Simić                 | 16 tháng 6, 1987 | 50      | 2  | Budućnost Podgorica | v. Phần Lan, 26 September 2022 |
| HV | Saša Balić                  | 29 tháng 1, 1990 | 14      | 0  | Korona Kielce       | v. Phần Lan, 26 September 2022 |
| HV | Meldin Drešković            | 26 tháng 3, 1998 | 1       | 0  | Debrecen            | v. Hy Lạp, 28 March 2022       |
|    |                             |                  |         |    |                     |                                |
| TV | Sead Hakšabanović           | 4 tháng 5, 1999  | 30      | 1  | Celtic              | v. Slovakia, 17 November 2022  |
| TV | Marko Vukčević              | 7 tháng 6, 1993  | 14      | 1  | UTA Arad            | v. Phần Lan, 26 September 2022 |
| TV | Milutin Osmajić             | 25 tháng 7, 1999 | 14      | 1  | Vizela              | v. Phần Lan, 26 September 2022 |
| TV | Miloš Raičković             | 2 tháng 10, 1993 | 14      | 0  | Seongnam FC         | v. Phần Lan, 26 September 2022 |
| TV | Draško Božović              | 30 tháng 6, 1988 | 13      | 0  | Dečić               | v. Phần Lan, 26 September 2022 |
| TV | Ilija Vukotić               | 7 tháng 1, 1999  | 3       | 1  | Boavista            | v. România, 14 June 2022       |
| TV | Vladan Bubanja              | 21 tháng 2, 1999 | 0       | 0  | Lokomotiva          | v. România, 14 June 2022       |
| TV | Vasilije Terzić             | 12 tháng 5, 1999 | 0       | 0  | Budućnost Podgorica | v. România, 14 June 2022       |
| TV | Nikola Janjić               | 14 tháng 7, 2002 | 1       | 0  | Osijek              | v. Hy Lạp, 28 March 2022       |
| TV | Igor Ivanović               | 9 tháng 9, 1990  | 11      | 3  | Dečić               | v. Armenia, 24 March 2022      |
|    |                             |                  |         |    |                     |                                |
| TĐ | Stevan Jovetić (đội trưởng) | 2 tháng 11, 1989 | 65      | 31 | Hertha BSC          | v. Slovakia, 17 November 2022  |
| TĐ | Uroš Đurđević               | 2 tháng 3, 1994  | 10      | 0  | Sporting Gijón      | v. Phần Lan, 26 September 2022 |
| TĐ | Fatos Bećiraj (đội phó)     | 22 tháng 5, 1988 | 86      | 15 | Dečić               | v. România, 14 June 2022       |
| TĐ | Uroš Đuranović              | 1 tháng 2, 1994  | 3       | 0  | Kecskemét           | v. România, 14 June 2022       |
| TĐ | Balša Sekulić               | 10 tháng 6, 1998 | 1       | 0  | Gangwon FC          | v. România, 14 June 2022       |
| TĐ | Viktor Đukanović            | 29 tháng 1, 2004 | 1       | 0  | Budućnost Podgorica | v. România, 14 June 2022       |
| TĐ | Marko Rakonjac              | 25 tháng 4, 2000 | 1       | 0  | Lokomotiv Moscow    | v. Hy Lạp, 28 March 2022       |

- INJ Rút lui vì chấn thương.
- PRE Đội hình sơ bộ.
- RET Đã chia tay đội tuyển quốc gia.